# Claude Vivier
Pour les articles homonymes, voir Vivier (homonymie).

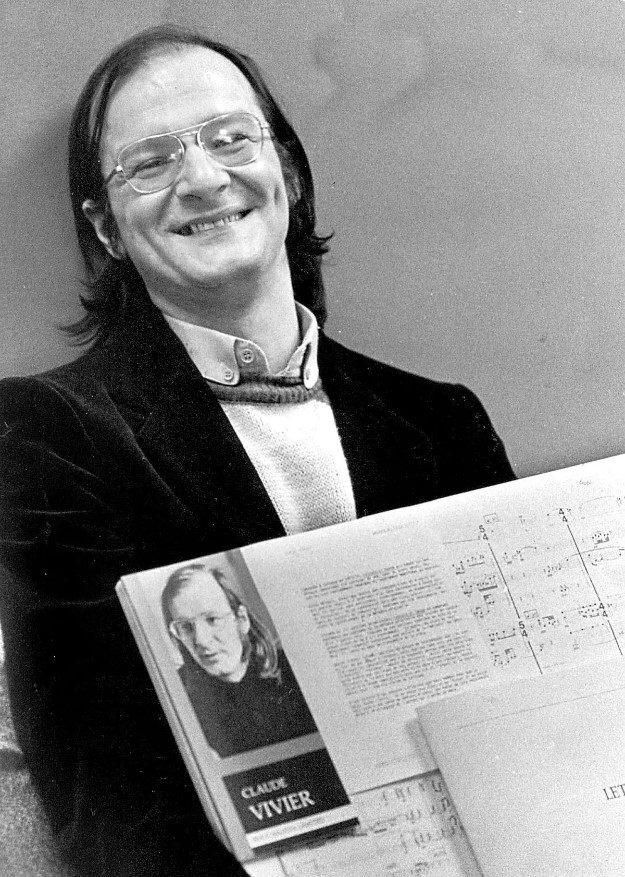
Vivier (1980)

Claude Vivier, né à Montréal le 14 avril 1948, mort à Paris le 7 mars 1983, est un compositeur québécois.
Il entreprend ses premières études de musique à 19 ans, et entre par la suite au conservatoire de musique de Montréal. De 1967 à 1970, il étudie la composition avec Gilles Tremblay. Grâce à une bourse du Conseil des arts du Canada, il part étudier la composition électroacoustique aux Pays-Bas (Utrecht) et en Allemagne sous la tutelle de Stockhausen de 1970 à 1974. Il s’est par ailleurs initié à la musique des ensembles de gamelan au cours d’un séjour dans l’île de Bali en Indonésie.

## Biographie

### Jeunesse et formation
Claude Vivier naît de parents inconnus ; il est placé dans un orphelinat où il reste jusqu’à Noël 1950. Il est adopté officiellement (en août 1951), à deux ans, par une famille modeste. À 8 ans, il est abusé sexuellement par un oncle ; envoyé dans un internat, il ne voit plus sa famille que pendant les vacances.
À 13 ans, il est dans un pensionnat dirigé par les Frères maristes, un séminaire voué à la formation de jeunes garçons à la prêtrise. Il y étudie la musique, joue de l'orgue et écrit ses premières mélodies. Son amour de la poésie et de la musique moderne éclipsent bientôt la vocation religieuse. Il a découvert son homosexualité et, surtout, sa nature de compositeur.
Lorsqu’on lui indique de quitter le noviciat à l’âge de dix-huit ans, pendant l’année scolaire 1966-1967, pour « manque de maturité », il s’inscrit au conservatoire de musique de Montréal en 1967, où il étudie la composition avec Gilles Tremblay — disciple québécois d’Olivier Messiaen —, avec qui il obtient ses prix d’analyse et de composition, et le piano avec Irving Heller jusqu'en 1970.
En 1971, il entreprend des études en Europe, d’abord à l’Institut de sonologie d’Utrecht, puis, en 1972 à Cologne, avec Karlheinz Stockhausen. Il apprend beaucoup de ce dernier, bien que ses œuvres subséquentes n’en portent pas la marque, ainsi que le montre sa pièce pour chœur a cappella Jesus erbarme dich (« Jésus prends pitié »), composée en 1973.

### Voyages et compositions
Il revient à Montréal en 1974 où il commence à être reconnu. Des pièces comme Lettura di Dante sont créées avec un certain succès lors des concerts de la Société de musique contemporaine du Québec (SMCQ). À l’automne de 1976, il entreprend un long voyage en Extrême-Orient, principalement au Japon et à Bali. Hommage à la musique balinaise, Vivier dit de Pulau Dewata (« île des dieux » en indonésien, 1977) : « C’est une musique d’enfant. »
Son opéra Kopernikus (1978-1979), sous-titré « Rituel de mort », inspiré des Aventures d’Alice au pays des merveilles, et dont il est l’auteur du livret, est créé le 8 mai 1980 au Monument national de Montréal. À cette époque, son style change, avec son intérêt pour les échelles non tempérées et son goût pour les superpositions de timbres et d’harmonies, sous l’influence et dans la mouvance de la musique spectrale, née en France dans les années 1970, principalement développée par les compositeurs Gérard Grisey et Tristan Murail. Sa première pièce dans ce style musical, Lonely Child, pour soprano et orchestre, écrite entre 1974 et 1980, est devenue l’une de ses plus connues. Celle-ci, de même que des pièces telles Prologue pour un Marco Polo et Wo bist du Licht!, est conçue pour faire partie d’une œuvre, restée inachevée, un « opéra fleuve », intitulé Rêves d’un Marco Polo.
Une de ses dernières œuvres, Trois airs pour un opéra imaginaire (1982), « révèle la préoccupation d'une écriture assez ostensiblement mélodique, encore que les techniques vocales y soient plus diversifiées que dans le bel canto. Composés sur des paroles imaginaires, ces airs sont […] de longues vocalises colorées par le libre jeu des voyelles et des consonnes et dont l'évolution […] est celle d'une mélopée sensuelle sans solution de continuité. »
En juin 1982, grâce à une bourse du Conseil des arts du Canada, Vivier rejoint Paris, où il entreprend l’écriture d’un opéra sur la mort de Tchaïkovski.

### Assassinat
Le 7 mars 1983, à l'âge de 34 ans, un mois avant son 35e anniversaire, il est assassiné à son domicile parisien. Son corps n'est découvert que le 12 mars. Le compositeur était coutumier de s’enfermer durant des semaines pour faire avancer son travail. Mais, début mars, il n'était pas présent à la soirée que l’Ambassade du Canada lui a consacrée, de même qu'il était absent au rendez-vous prévu avec le musicologue Harry Halbreich pour écrire le livret de son opéra sur Tchaïkovski.
C'est la sœur d'Halbreich qui, après s'être rendu chez lui, alerte la police qui découvre le cadavre sous un matelas, la bouche bourrée de papiers journaux. Il a reçu dix-sept coups de couteau. Sur sa table de travail, on retrouve le manuscrit inachevé de sa dernière œuvre chorale Glaubst du an die Unsterblichkeit der Seele (« Crois-tu en l'immortalité de l'âme? »). Il y décrit une rencontre dans le métro parisien avec un beau jeune homme. L'œuvre s'interrompt sur le texte : « Alors sans autre forme de présentation, il sortit de son veston noir foncé acheté probablement à Paris un poignard et me l’enfonça en plein cœur », sans doute en référence à l'agression similaire qu'il a subie quelques semaines auparavant, le 25 janvier.
Il est incinéré au Père Lachaise ; une seconde cérémonie a lieu à Montréal un mois plus tard.
L'assassin, Pascal Dolzan, un prostitué sans domicile fixe âgé de 21 ans,, qu'il a rencontré dans un bar gay, est appréhendé huit mois plus tard, le 26 octobre, et inculpé pour plusieurs meurtres crapuleux d'homosexuels. Il est condamné, en novembre 1986, à la réclusion à perpétuité par la cour d'assises de Paris,.

### Commentaires
« […] la carrière de Vivier s’arrête net après dix ans de tours et détours entièrement voués à la création. “Je suis un écriveux de musique”, avait-il clamé par un néologisme propre à manifester sa détermination, vaille que vaille, à s’exprimer avec des mots et des notes n’appartenant qu’à lui. »

— Pierre Gervasoni, Le Monde
György Ligeti, quant à lui, considérait Vivier comme « le compositeur le plus important de sa génération. »
Pour le musicologue Alain Poirier, parlant du projet mélodique de Vivier et de cette « mélodie infinie », « ce “chant de solitude” […] part d'une ligne dépouillée s'enrichissant sans cesse pour retourner à son état orphelin initial. »

### Citation
« Ce n'est pas moi qui écris ma musique, c'est peut-être les fleurs que j'ai senties, le geste que j'ai fait, les êtres que j'ai vus, ou les étoiles, on ne sait jamais. La musique est amour, comme tout est amour. »

— Claude Vivier

## Œuvres
Claude Vivier laisse une quarantaine d'œuvres, dont la plupart ont été enregistrées sur disque — notamment par le pianiste et chef d'orchestre néerlandais Reinbert de Leeuw, — ou DVD.

« Jubilatoire et terrible, éclatée ou au contraire strictement homophonique, cette musique incantatoire fascine et, surtout, bouleverse. »

- 1968
  - Ojikawa, pour soprano, clarinette et timbales, 14 min
- 1971
  - Musik für das Ende pour vingt voix mixtes et percussion, 45 min
  - Deva et Asura pour ensemble, 15 min
- 1973
  - Chants, pour sept voix de femmes, 22 min
  - O! Kosmos, pour soprano et chœur, 7 min
- 1974
  - Désintégration, pour deux pianos, 30 min
  - Jesus erbarme dich, pour soprano et chœur, 3 min
  - Lettura di Dante, pour soprano et sept instruments, 26 min
- 1975
  - Hymnen an die nacht, pour soprano et piano, 5 min
  - Liebesgedichte, pour quatuor vocal et ensemble, 28 min
  - Pièce pour flûte et piano, 7 min
  - Pièce pour violon et clarinette, 7 min
  - Pièce pour violon et piano, 9 min
  - Pièce pour violoncelle et piano, 9 min
  - Pour guitare, 5 min (écrite pour Michael Laucke)[13]
- 1976
  - Pianoforte, pour piano, 9 min
  - Prolifération, pour ondes Martenot, piano et percussion, 15 min
  - Learning pour quatre violons, percussion et bande, 20 min
  - Siddhartha, pour orchestre, 25 min
- 1977
  - Journal, pour quatre voix solistes, chœur et percussion, 50 min
  - Love Songs, pour sept voix solistes, 23 min
  - Pulau Dewata, pour ensemble variable, 13 min
  - Shiraz, pour piano, 14 min
- 1978
  - Paramirabo, pour flûte, violon, violoncelle et piano, 12 min
  - Greeting Music pour piano, flûte, hautbois, violoncelle et percussion, 14 min
  - Les Communiantes, pour orgue, 17 min
- 1979
  - Kopernikus : Rituel de la mort, opéra en deux actes, 65 min
  - Orion, pour orchestre, 14 min
- 1980
  - Aikea, pour trois percussionnistes, 15 min
  - Cinq chansons, pour percussion, 15 min
  - Lonely Child, pour soprano et orchestre, 19 min
  - Zipangu, pour orchestre à cordes, 12 min
- 1981
  - Bouchara, pour soprano et ensemble, 13 min
  - Et je reverrai cette ville étrange, pour six musiciens, 16 min
  - Prologue pour un Marco Polo, pour soprano, alto, ténor, baryton, basse, et ensemble, 21 min
  - Samarkand, pour quintette à vent et piano, 14 min
  - Wo bist du Licht!, pour mezzo-soprano et ensemble, 21 min
- 1982
  - Trois airs pour un opéra imaginaire[14],[15], pour soprano et ensemble, 15 min
- 1983
  - Glaubst du an die Unsterblichkeit der Seele?, pour chœur mixte, synthétiseurs, percussion, récitant et ensemble (œuvre inachevée), 8 min

### Radio
- « C’est Claude Vivier qu’on assassine », France Musique, Carrefour de la création du 8 septembre 2019

### Archives
- Un fonds d'archives de Claude Vivier (fonds Claude Vivier (P570)) est conservé au centre d'archives de Montréal de Bibliothèque et Archives nationales du Québec (BAnQ).
- Un fonds Claude Vivier, est conservé par la division de la gestion de documents et des archives de l'université de Montréal.